# Pablo Ceppelini
Pablo Daniel Ceppelini Gatto (* 11. September 1991 in Montevideo) ist ein uruguayischer Fußballspieler.

## Verein
Der 1,80 Meter große Mittelfeldakteur Ceppelini, dessen Nachname auch in der Schreibweise Cepellini geführt wird, stand mindestens in den Spielzeiten 2008/09 und 2010/11 in Reihen des uruguayischen Klubs Bella Vista. In beiden Spielzeiten werden zusammen 24 Spiele in der Primera División mit seiner Beteiligung geführt. Sein Torekonto weist für diesen Zeitraum einen Treffer aus. Anfang Januar 2011 wechselte er nach der Apertura zu Peñarol. Er bestritt dort jedoch kein Ligaspiel, sondern wurde Ende des Monats bereits nach Italien transferiert. Dort schloss Ceppelini sich Cagliari Calcio an. In der restlichen Saison kam er dreimal in der Serie A zum Einsatz. In der folgenden Spielzeit lief er weitere fünf Mal in der höchsten italienischen Spielklasse auf. Nachdem er in der Saison 2012/13 seinen insgesamt neunten Einsatz für die Süditaliener vorweisen konnte, wechselte er Ende Januar 2013 auf Leihbasis zum AC Lumezzane. Dort absolvierte er elf Spiele in der Lega Pro 1. Zur Spielzeit 2013/14 kehrte er nach Cagliari zurück, kam aber zu keinem weiteren Einsatz. Bereits im September 2013 erfolgte eine weitere Ausleihe. Sein Arbeitgeber war seither NK Maribor. Für den slowenischen Verein lief er in drei Liga-Partien auf. Anschließend wechselte er im September 2014 ins siebenbürgische Klausenburg nach Rumänien und schloss sich Universitatea Cluj an. Dort wurde er in der Saison 2014/15 22-mal (zwei Tore) in der Liga, einmal (kein Tor) in der Cupa Ligii und sechsmal (drei Tore) in der Cupa României eingesetzt. Sein Klub beendete die Spielzeit als Tabellen-15. und stieg somit ab. Anschließend kehrte er nach Uruguay zurück und schloss sich Mitte August 2015 den Montevideo Wanderers an. Beim Erstligisten lief er in der Saison 2015/16 in neun Ligaspielen (kein Tor) auf. Anschließend wechselte er im Juli 2016 zum Erstligaaufsteiger Boston River, für den er in der Saison 2016 bei 15 Ligaeinsätze dreimal ins gegnerische Tor traf. Ab 2018 folgten weiter Stationen bei Danubio FC, Atlético Nacional, CD Cruz Azul und aktuell spielt er leihweise bei seinem ehemaligen Verein Club Atlético Peñarol. Dort wurde er in der Saison 2021 nationaler Meister und Gewinner der Supercopa Uruguaya 2022.

## Nationalmannschaft
Ceppelini nahm mit der uruguayischen U-20-Auswahl an der U-20-Südamerikameisterschaft 2011 teil. Auch an der U-20 WM jenes Jahres wirkte er mit. Während er bei der Südamerikameisterschaft acht Begegnungen bestritt und zwei Tore erzielte, wurde er bei der WM nur in drei Spielen (kein Tor) aufgestellt.

## Erfolge
Verein
- Slowenischer Meister: 2014
- Uruguayischer Meister: 2021
- Uruguayischer Superpokalsieger: 2022

Nationalmannschaft
- U-20-Vize-Südamerikameister 2011